# 1894 County Championship
Navigation
Édition précédente Édition suivante
Le 1894 County Championship fut le cinquième County Championship et se déroule du 14 mai au 30 août 1894. Surrey récupère le titre que le Yorkshire lui avait retiré la saison précédente.

## Tableau final
Un point a été accordé pour une victoire et un point a été enlevé pour chaque défaite, donc :
- 1 pour une victoire
- 0 pour un match nul
- -1 pour une défaite

| Equipe          | Pld | W  | T | L  | D | A | Pts |
| --------------- | --- | -- | - | -- | - | - | --- |
| Surrey          | 16  | 13 | 1 | 2  | 0 | 0 | 11  |
| Yorkshire       | 16  | 12 | 0 | 2  | 1 | 1 | 10  |
| Middlesex       | 16  | 8  | 0 | 5  | 3 | 0 | 3   |
| Kent            | 16  | 6  | 0 | 6  | 3 | 1 | 0   |
| Lancashire      | 16  | 7  | 1 | 7  | 1 | 0 | 0   |
| Somerset        | 16  | 6  | 0 | 7  | 3 | 0 | –1  |
| Nottinghamshire | 16  | 4  | 0 | 8  | 4 | 0 | –4  |
| Sussex          | 16  | 3  | 0 | 11 | 2 | 0 | –8  |
| Gloucestershire | 16  | 2  | 0 | 13 | 1 | 0 | –11 |
| Source:         |     |    |   |    |   |   |     |

### Résumé statistique
| Most runs | Most runs | Most runs       | Most runs       |
| Aggregate | Average   | Joueur          | Comté           |
| --------- | --------- | --------------- | --------------- |
| 851       | 37.00     | William Gunn    | Nottinghamshire |
| 754       | 34.27     | Bill Brockwell  | Surrey          |
| 751       | 26.82     | Albert Ward     | Lancashire      |
| 748       | 25.79     | Lionel Palairet | Somerset        |
| 717       | 28.68     | Frank Sugg      | Lancashire      |
| Source:   |           |                 |                 |

| Most wickets | Most wickets | Most wickets   | Most wickets |
| Aggregate    | Average      | Joueur         | Comté        |
| ------------ | ------------ | -------------- | ------------ |
| 144          | 11.36        | Arthur Mold    | Lancashire   |
| 120          | 11.31        | Tom Richardson | Surrey       |
| 119          | 14.03        | J. T. Hearne   | Middlesex    |
| 99           | 13.35        | Walter Hearne  | Kent         |
| 97           | 10.17        | Ted Wainwright | Yorkshire    |
| Source:      |              |                |              |